# Сметанниковы
Сметанниковы — дворянский род.
Потомство Алексея Ивановича Сметанникова (~ 1849—1910) : Царское село. Коллежский советник, кавалера орденов: Св. Станислав II степени (1884), Св. Анны II степени (1887), Св. Владимира II и III степени (1892). Передал один из своих домов на углу Московской улицы и Торгового пер. (вероятно, дом 40) Царскосельскому детскому приюту.
В браке с Антониной Александровной рожд. Кузнецовой имел трёх сыновей: Алексея (1878—1942), Константина (1880—1940) и Петра (1886—1908). Род внесён в III часть дворянской родословной книги Санкт-Петербургской губернии 28 ноября 1897 г.

## Описание герба
В серебряном щите червлёный дракон с червлёным пламенем из пасти. Оконечность щита (низ) шахматная в четыре ряда, поделенная на золотой и чёрный цвета.
На щите дворянский коронованный шлем. Нашлемник: пять страусовых перьев: среднее — червленое, второе — серебряное, четвёртое — золотое, крайние — черные. Намёт на щите справа червленый с серебром, слева чёрный с золотом. Девиз: «В ПОРЯДКЕ СИЛА» червлеными буквами на серебряной ленте. Герб Алексея Сметанникова внесён в Общий гербовник дворянских родов Всероссийской империи.